# Gomide
Gomide era una freguesia portuguesa del municipio de Vila Verde, distrito de Braga.

## Historia
Antiguo couto de la Orden de Malta, la freguesia de Gomide perteneció al concelho de Pico de Regalados, hasta la extinción de este en 1855, pasando desde entonces al de Vila Verde.
Fue suprimida el 28 de enero de 2013, en aplicación de una resolución de la Asamblea de la República portuguesa promulgada el 16 de enero de 2013 al unirse con las freguesias de Barros, Sande y Vilarinho, formando la nueva freguesia de Sande, Vilarinho, Barros e Gomide.